# Warburg-hypotesen
Warburg-hypotesen (/ˈvɑːrbʊərɡ/), ibland kallad Warburg-teorin om cancer, förutsätter att det som driver bildandet av tumörer är otillräcklig cellandning som orsakas av skador hos mitokondrierna. Termen Warburg-effekt beskriver observationen att cancerceller, och många celler som växer in vitro, uppvisar glukosjäsning även när tillräckligt med syre finns för att respirera, det vill säga, istället för att helt respirera när det finns tillräckligt med syre, fermenterar cancerceller. Warburg-hypotesen postulerar att Warburg-effekten är huvudorsaken till cancer.